# 斑馬
斑馬是對斑馬亞属（學名：Hippotigris）的通称，是一类常見於非洲的馬科馬屬動物。現存的斑馬有三種，分別是平原斑馬、山斑馬及細紋斑馬。斑馬的身上有許多條紋，每只個體的條紋都不一樣。一般來說斑馬是社會性動物，習慣群體生活；規模較小的群体由一隻雄性斑马及若干隻雌性組成，較大的則由幾百隻斑馬組成。斑马没有固定的栖居地，过着迁徙性的生活。成年斑馬一般約2.3米高，肩高約1.5米，體重為300到400公斤，最重的超過410公斤。除了斑紋之外，斑馬還有直立的鬃毛。與其近親馬和驢不同，斑馬還未被人类真正馴養。
斑馬不仅有獨特的斑紋，也有独特的習性。在各種类型的棲息地都可以看到牠們，例如熱帶草原。不過，由於獵殺及棲息地破壞等人为因素，野生斑馬的數量受到了很大的影响。細紋斑馬及山斑馬均被列为瀕危动物，只有平原斑馬還拥有健康的種群數目，但不包括斑驢（斑驢亦稱作拟斑马，是平原斑馬的亞種之一，已於19世紀滅絕）。

## 進化及分類學

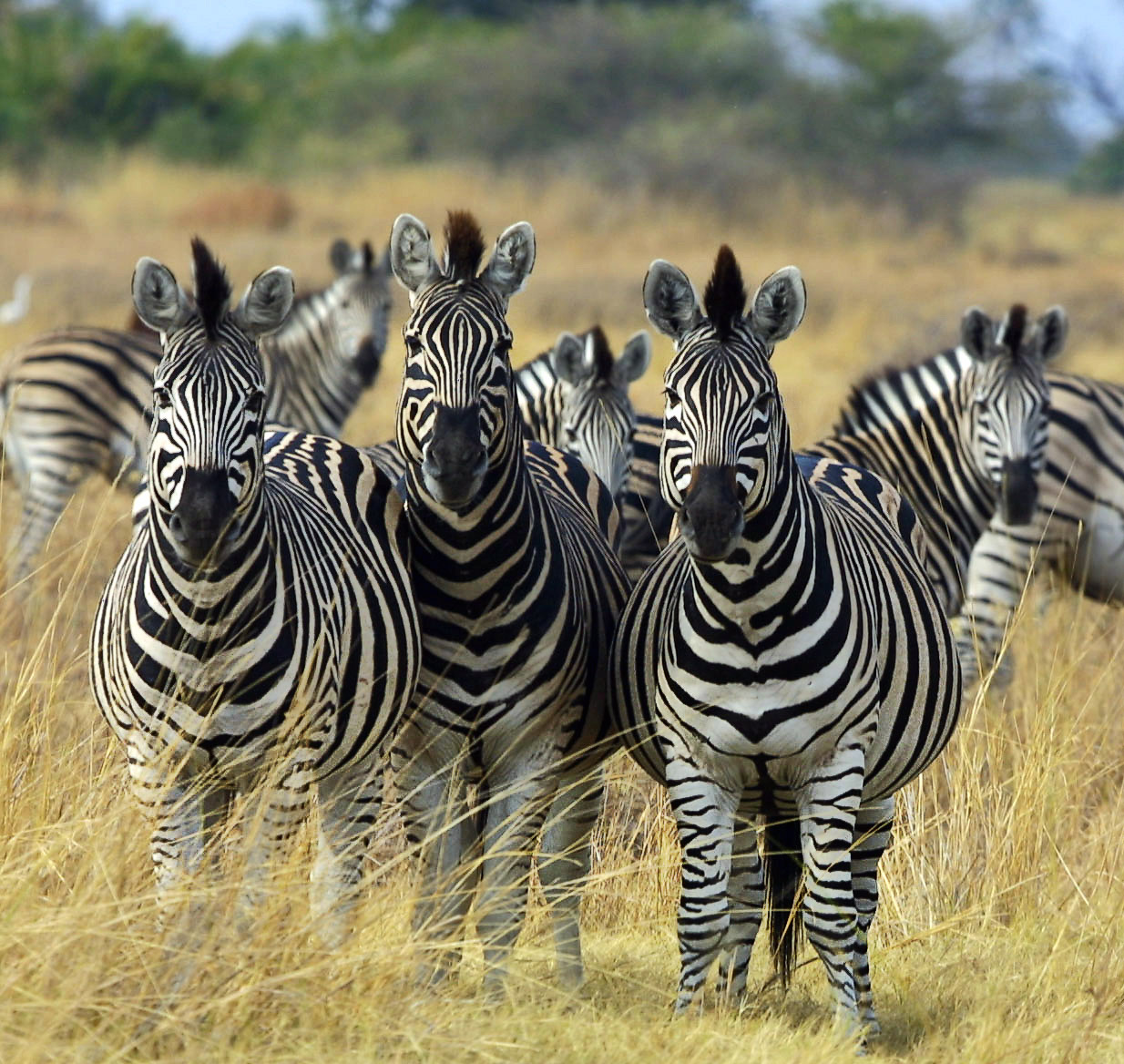
居住於博茨瓦納的斑馬

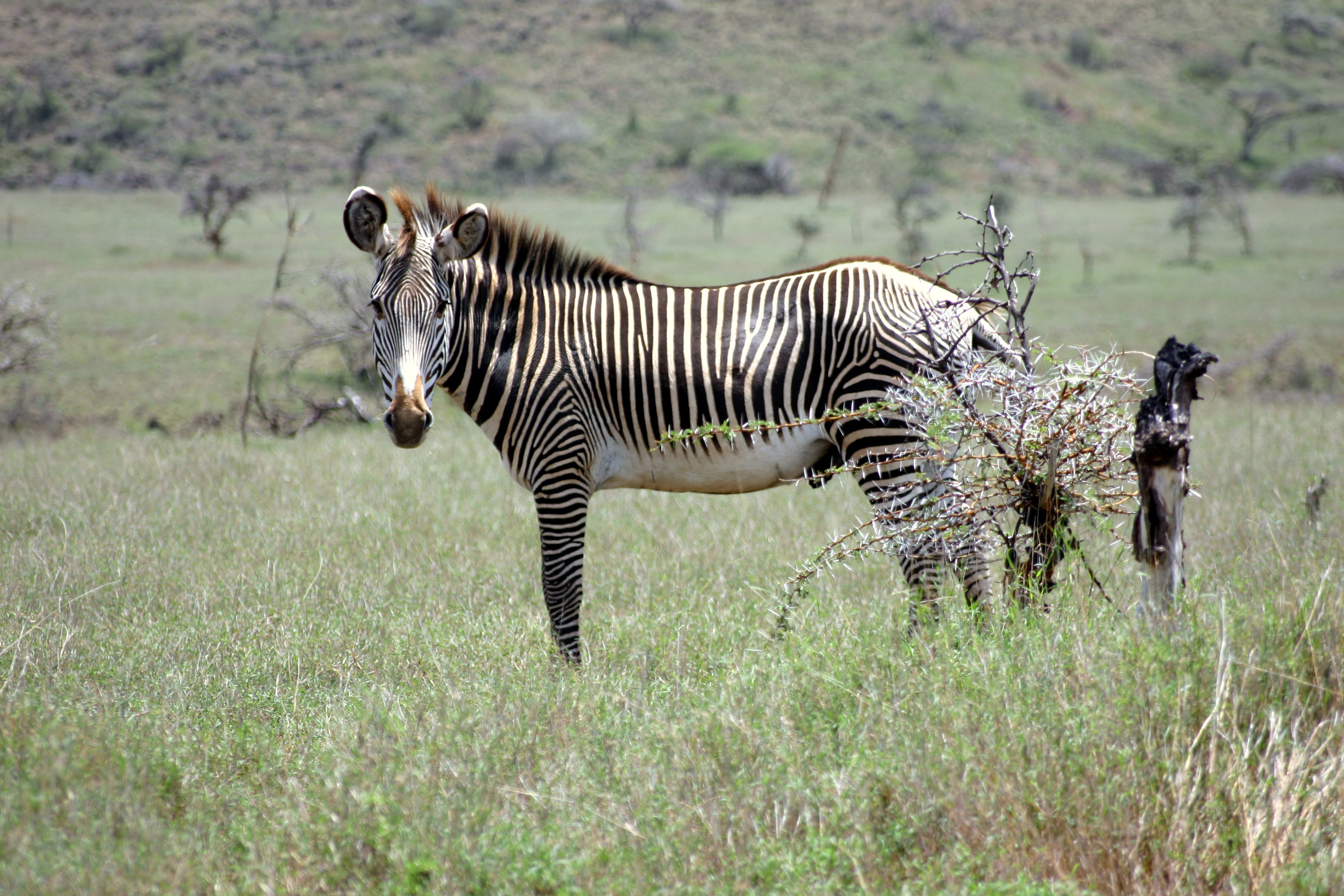
居住於肯雅的細紋斑馬

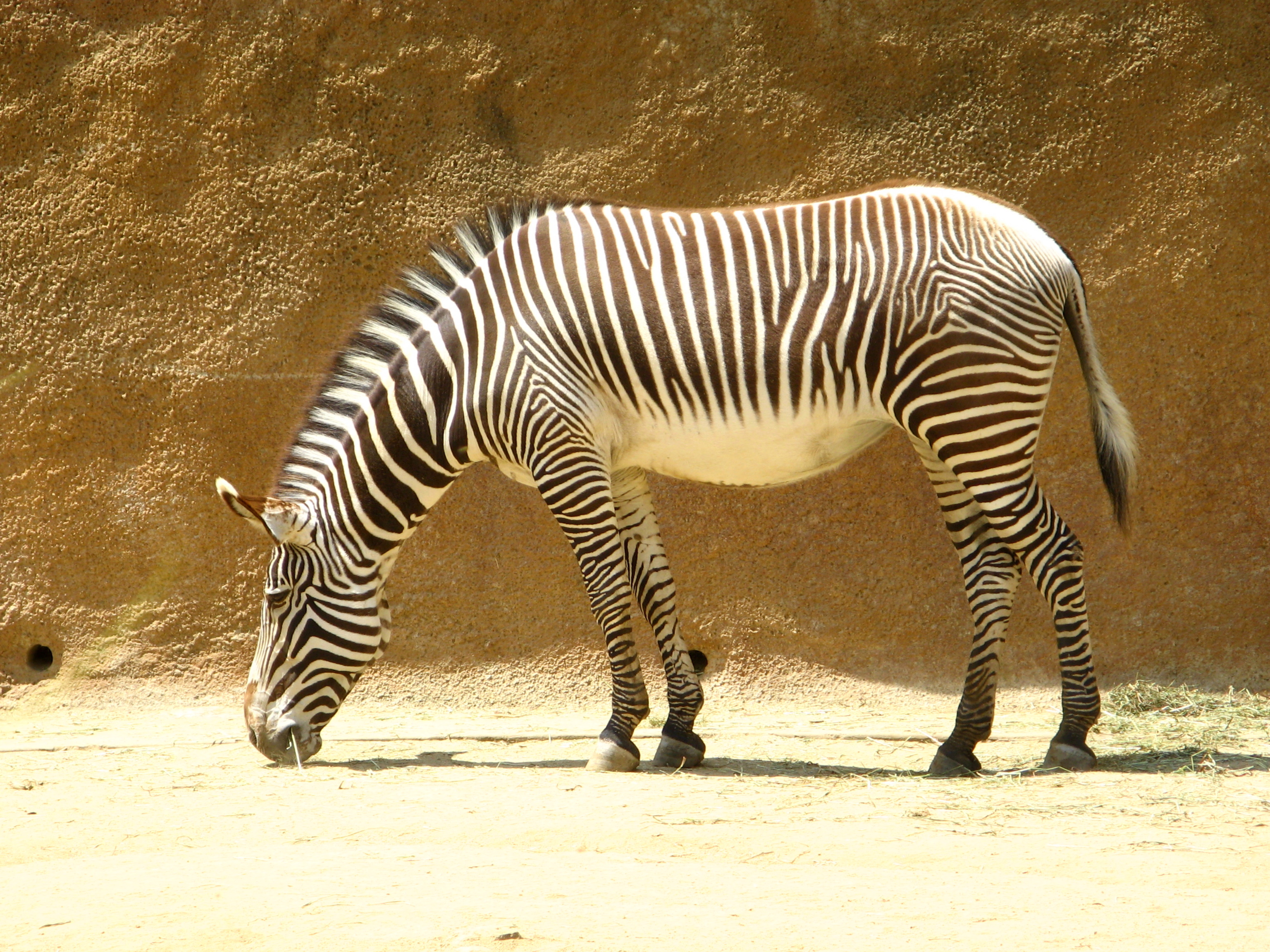
居住於洛杉磯動物園的斑馬

斑馬是由四百萬年前的原馬進化出來的，最早出現的斑馬可能是細紋斑馬。有關史前馬科動物的化石現存於美國愛達荷州哈傑曼 (愛達荷州)的Hagerman Fossil Beds National Monument。斑马的史前馬為「哈傑曼馬」（美洲斑馬或者哈傑曼斑馬），学名為「Equus simplicidens」，其體態跟斑馬大致相同，骨骼短窄似驢，身形則較像細紋斑馬。
目前斑馬有三個物種及其亞種。斑馬數目變化很大，有幾個亞種的分類學地位間的關係亦相當著名。
現在最常見的物種為平原斑馬，又称普通斑马，多生活於南非及東非，已确认的亞種有六个：布車氏斑馬（E. q. burchellii）、輯文氏斑馬（E. q. chapmani）、克劳谢斑马（E. q. crawshayi）、社路氏斑馬（E. q. borensis）、格蘭特氏斑馬（E. q. boehmi）及已灭绝的拟斑馬（E. q. quagga）。
南非的山斑馬（Equus zebra）有較平原斑馬平滑的皮膚，並有著白色的腹部及較窄的斑紋，有兩個亞種，但都屬於瀕危動物。
細紋斑馬（Equus grevyi）是目前身形最大的斑馬。牠們身長頭小，有點像驢。其斑馬聚居於埃塞俄比亞及肯雅北部的半乾草原。細紋斑馬亦是目前數目最少的斑馬，經已瀕危。
縱然不同種類的斑馬的分佈區可能會重疊一起，但牠們一向都不會雜交，例如是白氏斑馬及平原斑馬的車氏亞種。關起來飼養的斑馬便有可能會雜交，例如平原斑馬及山斑馬會，其雜交種除了有較大的耳朵及有點不同之外，樣子跟平原斑馬差不多。若雄性細紋斑馬及雌性山斑馬雜交，流產的機會率會較高。

## 身體特徵

### 斑紋

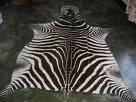
斑馬皮

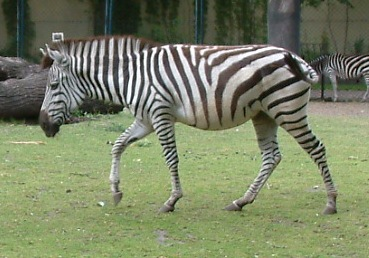
正在行走的斑馬

雖然以前斑馬被誤以為白色皮膚、黑色間條，但其實斑馬是黑色皮膚、黑毛與白毛相間的動物。除常見的黑白條紋外，有些種類的斑馬在黑白紋之間還有褐色的「陰影紋」，例如平原斑馬的亞種布氏斑馬（Equus quagga burchelli）。雖然斑馬的黑白斑纹在人類眼中十分的搶眼，但對於只有黑白視覺的掠食動物而言，黑白條紋有助於打散外輪廓、使掠食者不容易鎖定個體，但主要原因是，黑白交錯的斑纹可使馬蠅、采采蠅等害蟲較不會寄生在牠們身上。黑白色的條紋還可調節身體的溫度，形成自然的空調系統，因為白色可反光、降溫，黑色可吸光、升溫。斑馬的斑紋在頭、頸、前半身的部份主要是豎直的，而後半身及腳的斑紋則是橫紋。
每隻斑馬的紋理也不是完全相同的，這樣牠們就可以識別到其斑馬的身份。斑紋也有吸引異性關注的作用，另外受過傷的斑馬的紋理可能會有點亂，在牠們擇偶時可以參考配偶的斑紋以判斷對方的健康情況。

### 步態
跟馬相同，斑馬能夠細步行，亦能慢走及快走。速度來說，斑馬比馬稍慢，但是牠們的耐力較好，要獵食牠們的猛獸較難追得上。斑馬被其他動物追逐時經常霎時轉彎令敵人很難捕捉牠們，走投無路的話便會猛噉飆起，又踢又咬。

### 感官
斑馬視力不俗，牠們並非色盲。跟別的有蹄動物一樣，斑馬的眼生在頭的兩側，視覺較闊。牠們在較黑暗的環境也能看得到其他東西，但其夜視能力在跟肉食動物相對之下也比較弱。幸好斑馬的聽力也頗為靈敏，環繞聽覺亦比馬好得多，更可以轉向任意方向，以補償對眼的夜視弱點，防止在夜間輕易被肉食動物捉到。
除了視覺及聽覺，牠們的味覺跟嗅覺也相當不錯。

## 生態及行為

### 一夫多妻

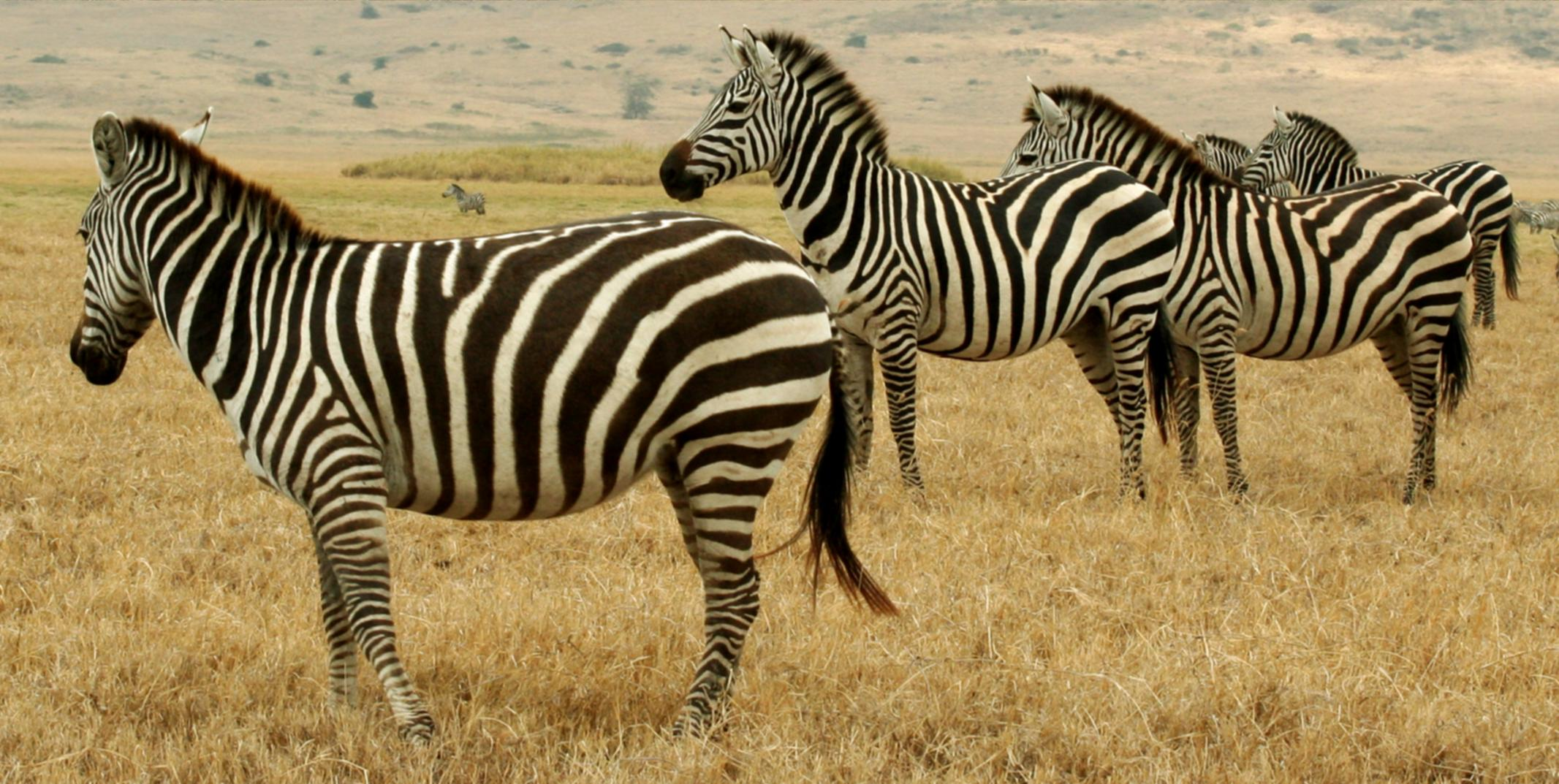
坦桑尼亞的斑馬

斑馬是高度社群性的動物。不同的種類其社會構成亦不同。平原斑馬及山斑馬有「家庭」結構，每「家」也有一只雄性斑馬、最多六隻的雌性斑馬及牠們的子女。而一些尚未交配的雄性斑馬則會自己單獨生活，或是跟其他雄性一起生活，直至牠們有能力去挑戰有「家室」的雄性斑馬。當斑馬群被獅子攻擊時，成年的斑馬會組成一個圓形，並將未成年斑馬放在圈內，其首領則會保護牠的配偶和孩子。
細紋斑馬跟其他斑馬不同，牠們沒有固定的社會關係。細紋斑馬很少長時間一起生活。成年的雄性斑馬會自己獨居，而未成年的斑馬就會跟牠們的母親生活在一起。跟平原斑馬及山斑馬一樣，尚未交配的雄性斑馬會跟其他雄性一起生活，不過關係不太固定。

### 聯絡
斑馬會用高音的吠聲及嘶聲聯絡，細紋斑馬的叫聲有點像驢。耳朵能夠表達他們的心情，心情平靜、緊張或溫和友善時，牠們的耳朵會直起。受到驚嚇時耳朵會向前，生氣時則向後。在觀察周圍是否有天敵時，耳朵會直起，眼睛會轉動以作觀察，緊張時鼻更會噴氣。看到有天敵時，斑馬會大聲地吠叫。

### 食物及飼料
斑馬是草食性動物。除了草之外，灌木、樹枝、樹葉甚至樹皮也是牠們的食物。適應能力較強的消化系統，令斑馬可以在低營養條件下生存，比其他草食性動物優勝。

### 繁殖
同別的動物一樣，雌性斑馬比雄性的較早成熟，三歲就能夠生殖，而雄性到五六歲才有繁殖能力。跟馬一樣，斑馬出世不久就懂得起立、行走及哺乳。剛出世的斑馬斑紋是棕色及白色的，隨著年齡和長大，便會變成黑底白間。
山斑馬及平原斑馬的幼兒由牠們的母親及其他成年斑馬一起保護，而細紋斑馬的的幼兒就通常只由牠們自己的母親保護，因為細紋斑馬的社會群會在繁殖季節幾個月後即刻解散。

## 人類影響

### 馴養

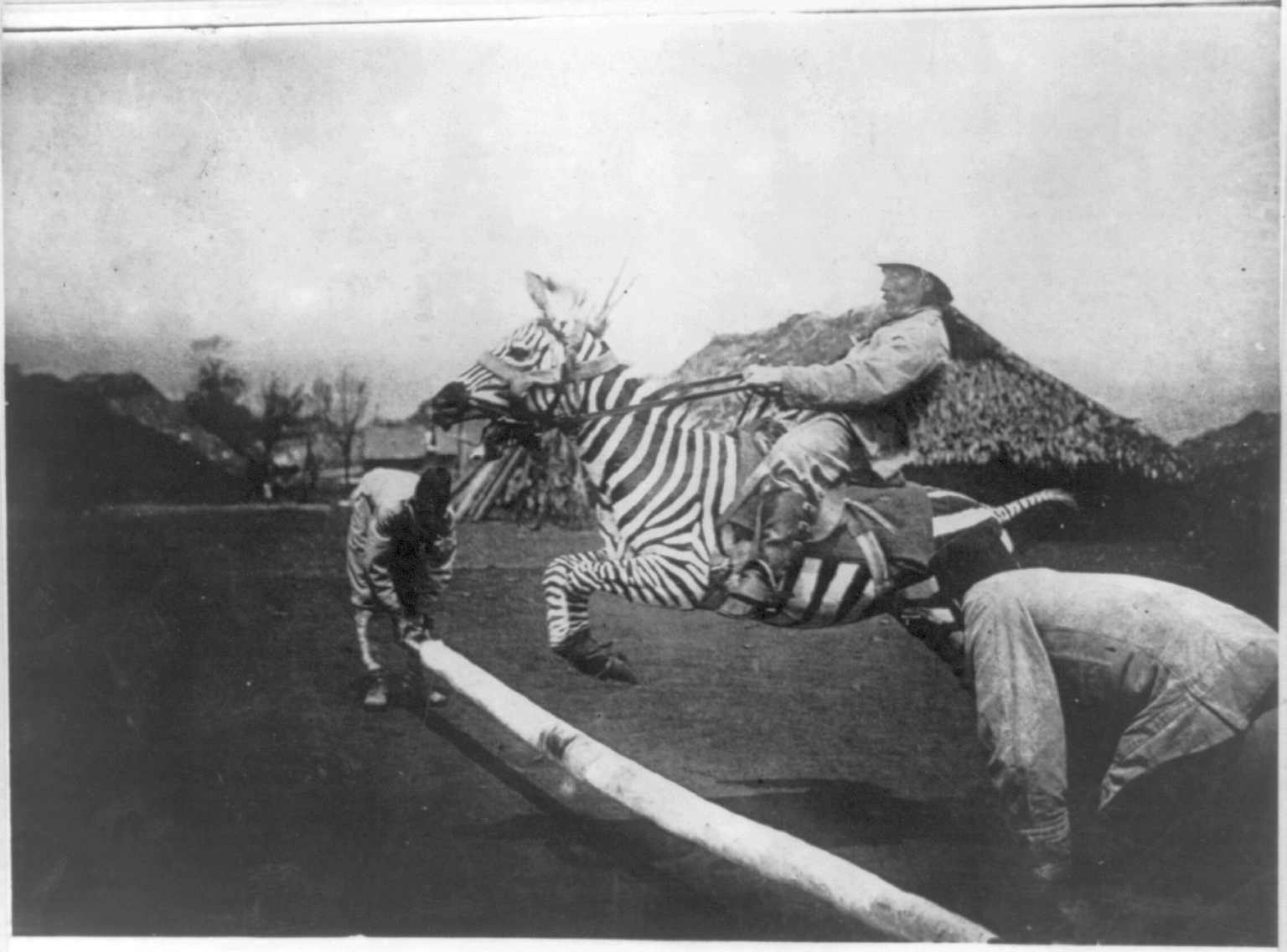
在非洲東部，一匹馴服的用於騎乘的斑馬。

因為斑馬比馬更能適應非洲的疫症，歐洲殖民者曾經試圖馴服斑馬代替馬用於騎乘和拉車。然而由於斑馬的天性較難預測，在壓力下容易受驚嚇，馴服斑馬多數都以失敗告終。因此，能被人类成功驯服的斑马多为雜交斑馬（斑馬跟其他馬科動物如馬、驢雜交的品種），而非天然纯种斑馬。
在英格蘭，一位名叫萊昂內爾·沃爾特·羅特希爾德的動物博物家曾經經常使用斑馬來駕馭馬車。1907年，肯尼亞首都內羅畢的第一位醫生，名叫羅森道·里貝羅的人，就經常使用斑馬作為日常坐騎。在18世紀中期，名叫喬治·格雷的民統治者把斑馬從他之前的南非殖民統治區引進到了新西蘭，並且在他自己私人的卡瓦島上拉馬車用。
賀瑞斯·海斯船長在他大約1899年寫的《馬的特點》中對各種斑馬的可用性做了比較。他在不到一個小時的時間里就給一匹山斑馬上了鞍和韁繩，但卻無法在接下來的兩天裡控制住這匹斑馬並給它上“嚼”。他解釋是斑馬的脖子“太硬”，他根本就沒辦法把它的脖子拉向任何一個方向。儘管他在馬戲團的環形場內馴服了這匹斑馬，但一旦拉到戶外，就再也無法控制住它。他發現平原斑馬容易訓練，而且對采采蠅的叮咬免疫，因此認為平原斑馬是理想的可馴服種類。他認為斑驢非常適合馴養，因為斑驢比其他種類的斑馬更強壯，更溫馴聽話，脾性更像馬。

### 保護
人類對斑馬的數量影響非常大，而人類偷獵斑馬的主要原因是為了獲取斑馬皮。1930年代時，山斑馬的數量因為捕獵而瀕臨滅絕，數量少於100匹。由於及時保護，數量上升到了700匹。所有山斑馬亞種都在國家公園內得到了保護，但偷獵現象仍然存在。
細紋斑馬也受到了威脅。獵殺和家畜的競爭令其數量大幅減少。因為種群規模小，像乾旱等自然災害對整個種群很容易產生明顯的影響。平原斑馬數量比細紋斑馬多得多，具有健康的種群規模。然而獵殺和農業耕作對平原斑馬棲息地的影響仍然在威脅著平原斑馬。擬斑馬已經因此而滅絕。

### 文化
斑馬是非洲民間故事的題材，故事內容解釋了斑馬為什麼長有斑紋。根據納米比亞布殊曼人的民間故事：斑馬本來全身都是白色的，但有一次牠跟狒狒在水洼發生衝突，繼而動武。斑馬大力踢倒狒狒，以至失去平衡，跌進火堆裏，火堆中的火棒戳在斑馬的皮上，於是便在留下黑色的斑紋。在電影《幻想曲》中，當中兩隻半人馬跟我們經常描畫的上半身人下半身馬不同，是上半身人下半身斑馬。
很多藝術作品也使用斑馬來做主題。莫臥兒帝國的第四任皇帝賈漢吉爾（1605年至1624年在位）便命烏司達·萬舍（Ustad Mansur）繪畫一幅斑馬圖。另外，斑馬紋亦是傢俬、地毯和時裝的常用花紋。
電影裡的斑馬擔當的角色五花八門，但亦曾在一些電影中擔任主角，較為知名的如《馬達加斯加》及《斑紋大賽》（Racing Stripes）。斑馬亦用作產品或企業的吉祥物或標誌，較為著名的例子有斑馬科技（Zebra Technologies）和Fruit Stripe口香糖。而博茨瓦納的國徽上亦有斑馬圖案。